# (15052) Emileschweitzer
Pour les articles homonymes, voir Schweitzer.
(15052) Emileschweitzer est un astéroïde de la ceinture principale. Sa dénomination provisoire fut 1998 YD2. Il a été découvert le 17 décembre 1998 par le projet ODAS à Caussols.
Il est nommé d'après Émile Schweitzer (Saint-Louis, 12 janvier 1924 – Strasbourg, 11 juin 2013), astronome amateur français, spécialiste des étoiles variables. Il fut président de l'AFOEV (Association Française des Observateurs des Étoiles Variables), et président de la SAFGA (Société astronomique de France Groupe Alsace).